# Pierrefitte-en-Cinglais
Pour les articles homonymes, voir Pierrefitte.
Pierrefitte-en-Cinglais est une commune française, située dans le département du Calvados en région Normandie, peuplée de 237 habitants.

## Géographie
La commune se situe entre le pays de Falaise, la Suisse normande et le Cinglais, à 13 kilomètres de Falaise, au pied de la butte Saint-Clair qui culmine à 306 mètres.
Pierrefitte s'étend sur un versant orienté au sud, depuis l'Orne au sud-est jusqu'au bois de Saint-Clair au nord, avec un dénivelé important pour la Normandie de 255 m (45 à 300 m). Elle est délimitée par deux ravins au sud et à l'est, respectivement ceux du ruisseau du Val de la Hère et du ruisseau d'Orval.
Les GR de pays Tour du pays de Falaise et Tour de la Suisse normande traversent la commune au sud.

### Hydrographie
La commune est située dans le bassin Seine-Normandie. Elle est drainée par l'Orne, le ruisseau du Val la Here, le ruisseau du Grand Etang, le ruisseau de la Meslière, le fossé 01 de la Forestelle, le fossé 01 de Plainville, le ruisseau d'Orival, le fossé 02 de la Boulaye et un autre petit cours d'eau,.
L'Orne, d'une longueur de 170 km, prend sa source dans la commune d'Aunou-sur-Orne et se jette  dans l'embouchure de l'Orne à Merville-Franceville-Plage, après avoir traversé 60 communes. 

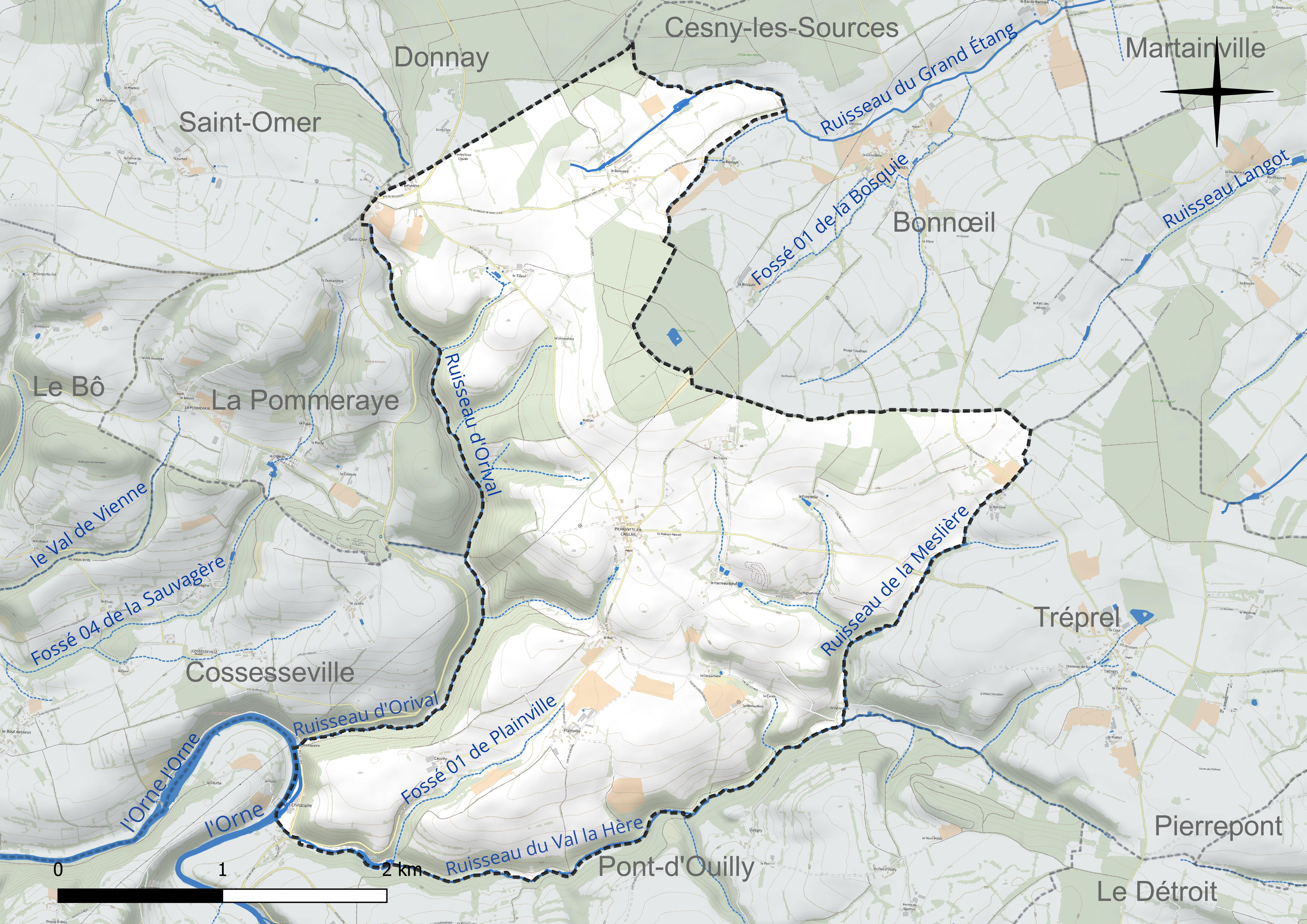
Réseau hydrographique de Pierrefitte-en-Cinglais.

Un plan d'eau complète le réseau hydrographique : Source de la Hère (0,3 ha),.

### Climat
Pour des articles plus généraux, voir Climat de la Normandie et Climat du Calvados.
En 2010, le climat de la commune est de type climat océanique franc, selon une étude du Centre national de la recherche scientifique s'appuyant sur une série de données couvrant la période 1971-2000. En 2020, Météo-France publie une typologie des climats de la France métropolitaine dans laquelle la commune est exposée à un climat océanique et est dans la région climatique  Normandie (Cotentin, Orne), caractérisée par une pluviométrie relativement élevée (850 mm/a) et un été frais (15,5 °C) et venté. 
Pour la période 1971-2000, la température annuelle moyenne est de 10,2 °C, avec une amplitude thermique annuelle de 13,5 °C. Le cumul annuel moyen de précipitations est de 945 mm, avec 13,5 jours de précipitations en janvier et 8,5 jours en juillet. Pour la période 1991-2020, la température moyenne annuelle observée sur la station météorologique installée sur la commune est de 11,2 °C et le cumul annuel moyen de précipitations est de 806,5 mm,. Pour l'avenir, les paramètres climatiques de la commune estimés pour 2050 selon différents scénarios d'émission de gaz à effet de serre sont consultables sur un site dédié publié par Météo-France en novembre 2022.
| Mois                                  | jan.           | fév.           | mars          | avril         | mai           | juin          | jui.          | août          | sep.          | oct.            | nov.          | déc.           | année      |
| ------------------------------------- | -------------- | -------------- | ------------- | ------------- | ------------- | ------------- | ------------- | ------------- | ------------- | --------------- | ------------- | -------------- | ---------- |
| Température minimale moyenne (°C)     | 2,3            | 2,2            | 3,6           | 5,2           | 8,2           | 11            | 12,6          | 12,8          | 10,7          | 8,6             | 5,2           | 2,9            | 7,1        |
| Température moyenne (°C)              | 4,9            | 5,3            | 7,4           | 10            | 13            | 16,1          | 18            | 18,1          | 15,7          | 12,2            | 8,1           | 5,5            | 11,2       |
| Température maximale moyenne (°C)     | 7,4            | 8,4            | 11,2          | 14,7          | 17,9          | 21,2          | 23,5          | 23,4          | 20,6          | 15,8            | 11,1          | 8,1            | 15,3       |
| Record de froid (°C) date du record   | −10,8 26.01.07 | −11,1 11.02.12 | −8,1 01.03.05 | −3,6 11.04.03 | −0,7 01.05.21 | 1,6 01.06.06  | 5 12.07.00    | 5,2 30.08.11  | 1,9 30.09.18  | −4,9 30.10.1997 | −7,9 30.11.10 | −10,1 29.12.05 | −11,1 2012 |
| Record de chaleur (°C) date du record | 15,5 01.01.22  | 20,7 27.02.19  | 23,7 30.03.21 | 27,4 20.04.18 | 29,8 27.05.05 | 36,4 18.06.22 | 39,8 25.07.19 | 39,4 10.08.03 | 32,9 09.09.23 | 28,6 02.10.23   | 21,1 01.11.15 | 15,8 31.12.22  | 39,8 2019  |
| Précipitations (mm)                   | 77,6           | 57,6           | 60,7          | 57,3          | 65,7          | 57,6          | 52,2          | 65,5          | 53            | 84,9            | 80,5          | 93,9           | 806,5      |

| Diagramme climatique                                  |            |             |             |             |            |              |              |            |             |             |            |
| J                                                     | F          | M           | A           | M           | J          | J            | A            | S          | O           | N           | D          |
| 7,42,377,6                                            | 8,42,257,6 | 11,23,660,7 | 14,75,257,3 | 17,98,265,7 | 21,21157,6 | 23,512,652,2 | 23,412,865,5 | 20,610,753 | 15,88,684,9 | 11,15,280,5 | 8,12,993,9 |
| Moyennes : • Temp. maxi et mini °C • Précipitation mm |            |             |             |             |            |              |              |            |             |             |            |

## Urbanisme

### Typologie
Au 1er janvier 2024, Pierrefitte-en-Cinglais est catégorisée commune rurale à habitat très dispersé, selon la nouvelle grille communale de densité à 7 niveaux définie par l'Insee en 2022.
Elle est située hors unité urbaine. Par ailleurs la commune fait partie de l'aire d'attraction de Caen, dont elle est une commune de la couronne,. Cette aire, qui regroupe 296 communes, est catégorisée dans les aires de 200 000 à moins de 700 000 habitants,.

### Occupation des sols

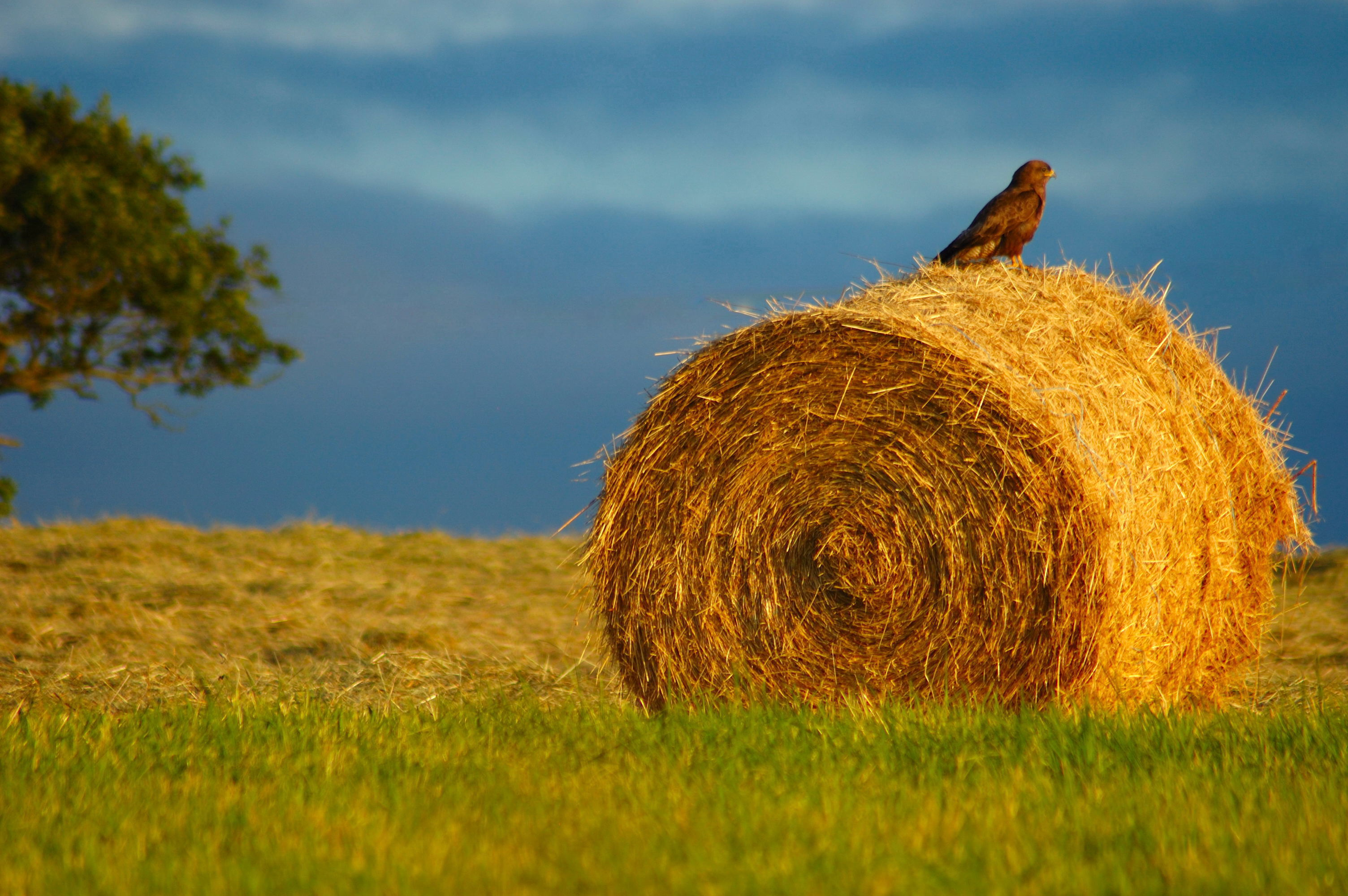
Une buse sur un roundballer à Pierrefitte.

L'occupation des sols de la commune, telle qu'elle ressort de la base de données européenne d'occupation biophysique des sols Corine Land Cover (CLC), est marquée par l'importance des territoires agricoles (79,9 % en 2018), une proportion identique à celle de 1990 (79,9 %). La répartition détaillée en 2018 est la suivante : 
terres arables (41,4 %), prairies (38,5 %), forêts (20,1 %). L'évolution de l'occupation des sols de la commune et de ses infrastructures peut être observée sur les différentes représentations cartographiques du territoire : la carte de Cassini (XVIIIe siècle), la carte d'état-major (1820-1866) et les cartes ou photos aériennes de l'IGN pour la période actuelle (1950 à aujourd'hui).

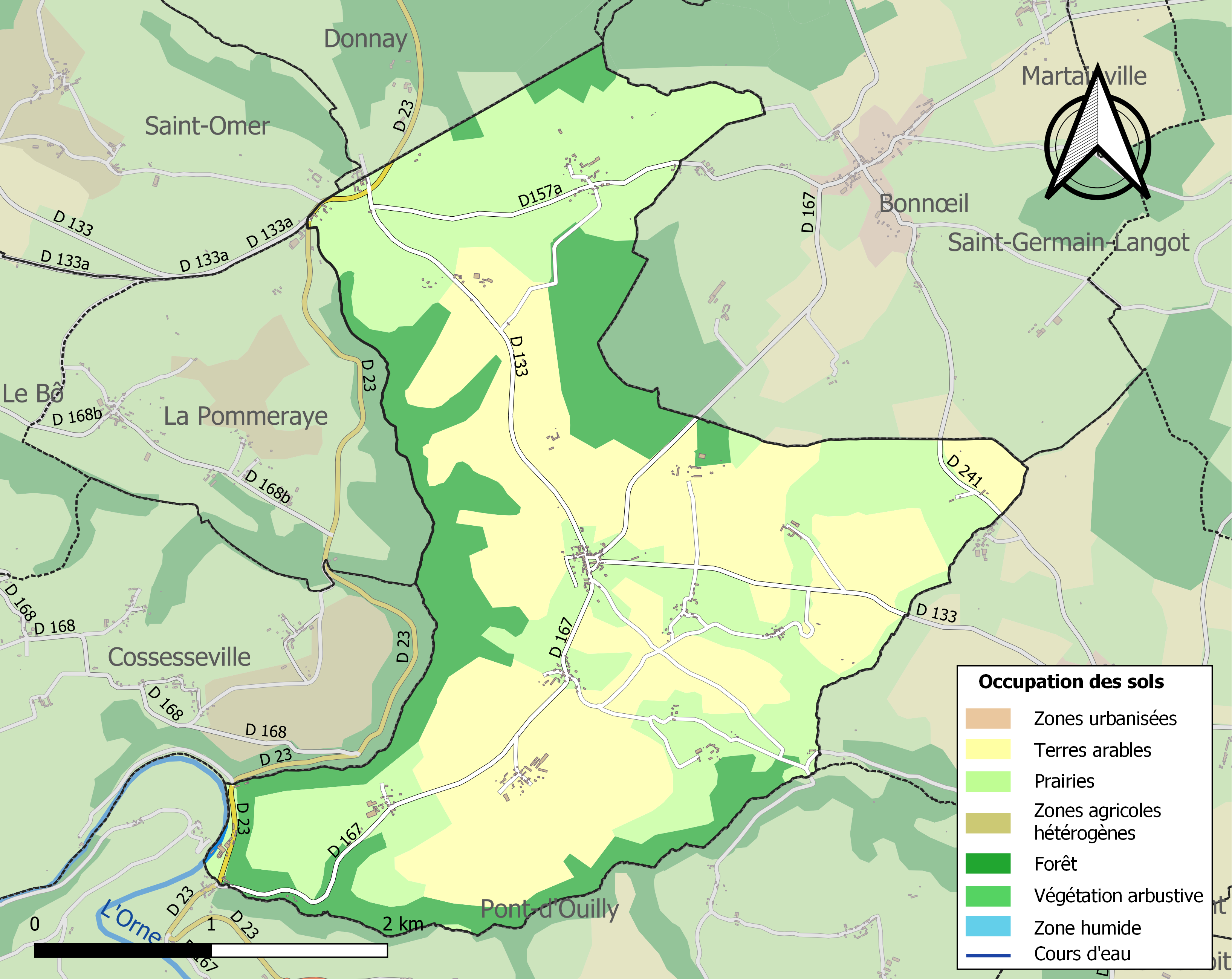
Carte des infrastructures et de l'occupation des sols de la commune en 2018 (CLC).

## Toponymie
Le nom de la localité est attesté sous les formes Peladavilla vers l'an 1000 ; Petra Fica en 1008; Petrafita en 1180 ; Pierrefitte en 1215 ; Petratrita en 1249 ; Petra fixa vers 1250 ; Petra ficta entre 1264 et 1280 ; Pierre ficte en 1312 ; Perrefrite au XIVe siècle ; Pierre ficte en Cinglais en 1586 ; Piere ficte en 1723.
Ce toponyme est peut-être issu de adjectif féminin latin palata, qui en bas latin signifait : « pourvue de pieux, entourée de pieux » et villa.
Pierrefitte (mentionné anciennement petra ficta entre 1008 et 1180) est une formation toponymique romane qui signifierait « pierre fichée » (en latin Petraficta), c'est-à-dire « pierre dressée et plantée ». Il se réfère soit à une borne, soit à un mégalithe. Il équivaut aux types Pierrefitte, Pierrefiques (Seine-Maritime, Perrefica XIIe siècle) et Peyrefitte occitan.
Le Cinglais (petite région aux portes de Caen et Falaise) est mentionné sous la forme latine Cingalensis, la forme normande Chinguelez et française Cinguelez au Moyen Âge et représente un dérivé en -ensis du nom de localité Cingal.

## Politique et administration
| Période                                  | Période  | Identité          | Étiquette | Qualité             |
| ---------------------------------------- | -------- | ----------------- | --------- | ------------------- |
| ?                                        | ?        | Lucien Renault    | SE        |                     |
| ?                                        | 1977     | Émile Bohère      | SE        |                     |
| 1977                                     | 1995     | Bernard Launay    | SE        |                     |
| 1995                                     | mai 2020 | Jean Lietta       | SE        | Agriculteur         |
| mai 2020                                 | En cours | Samuel Courvallet | SE        | Exploitant agricole |
| Les données manquantes sont à compléter. |          |                   |           |                     |

Le conseil municipal est composé de onze membres dont le maire et deux adjoints.

## Démographie
L'évolution du nombre d'habitants est connue à travers les recensements de la population effectués dans la commune depuis 1793. Pour les communes de moins de 10 000 habitants, une enquête de recensement portant sur toute la population est réalisée tous les cinq ans, les populations de référence des années intermédiaires étant quant à elles estimées par interpolation ou extrapolation. Pour la commune, le premier recensement exhaustif entrant dans le cadre du nouveau dispositif a été réalisé en 2005.
En 2022, la commune comptait 237 habitants, en évolution de −8,85 % par rapport à 2016 (Calvados : +1,58 %, France hors Mayotte : +2,11 %).
| 1793 | 1800 | 1806 | 1821 | 1831 | 1836 | 1841 | 1846 | 1851 |
| ---- | ---- | ---- | ---- | ---- | ---- | ---- | ---- | ---- |
| 586  | 614  | 726  | 677  | 637  | 607  | 604  | 600  | 584  |

| 1856 | 1861 | 1866 | 1872 | 1876 | 1881 | 1886 | 1891 | 1896 |
| ---- | ---- | ---- | ---- | ---- | ---- | ---- | ---- | ---- |
| 582  | 580  | 588  | 543  | 530  | 498  | 526  | 502  | 470  |

| 1901 | 1906 | 1911 | 1921 | 1926 | 1931 | 1936 | 1946 | 1954 |
| ---- | ---- | ---- | ---- | ---- | ---- | ---- | ---- | ---- |
| 475  | 478  | 409  | 403  | 341  | 321  | 337  | 322  | 333  |

| 1962 | 1968 | 1975 | 1982 | 1990 | 1999 | 2005 | 2006 | 2010 |
| ---- | ---- | ---- | ---- | ---- | ---- | ---- | ---- | ---- |
| 301  | 305  | 279  | 285  | 237  | 233  | 247  | 248  | 260  |

| 2015 | 2020 | 2022 | - | - | - | - | - | - |
| ---- | ---- | ---- | - | - | - | - | - | - |
| 259  | 242  | 237  | - | - | - | - | - | - |

## Lieux et monuments

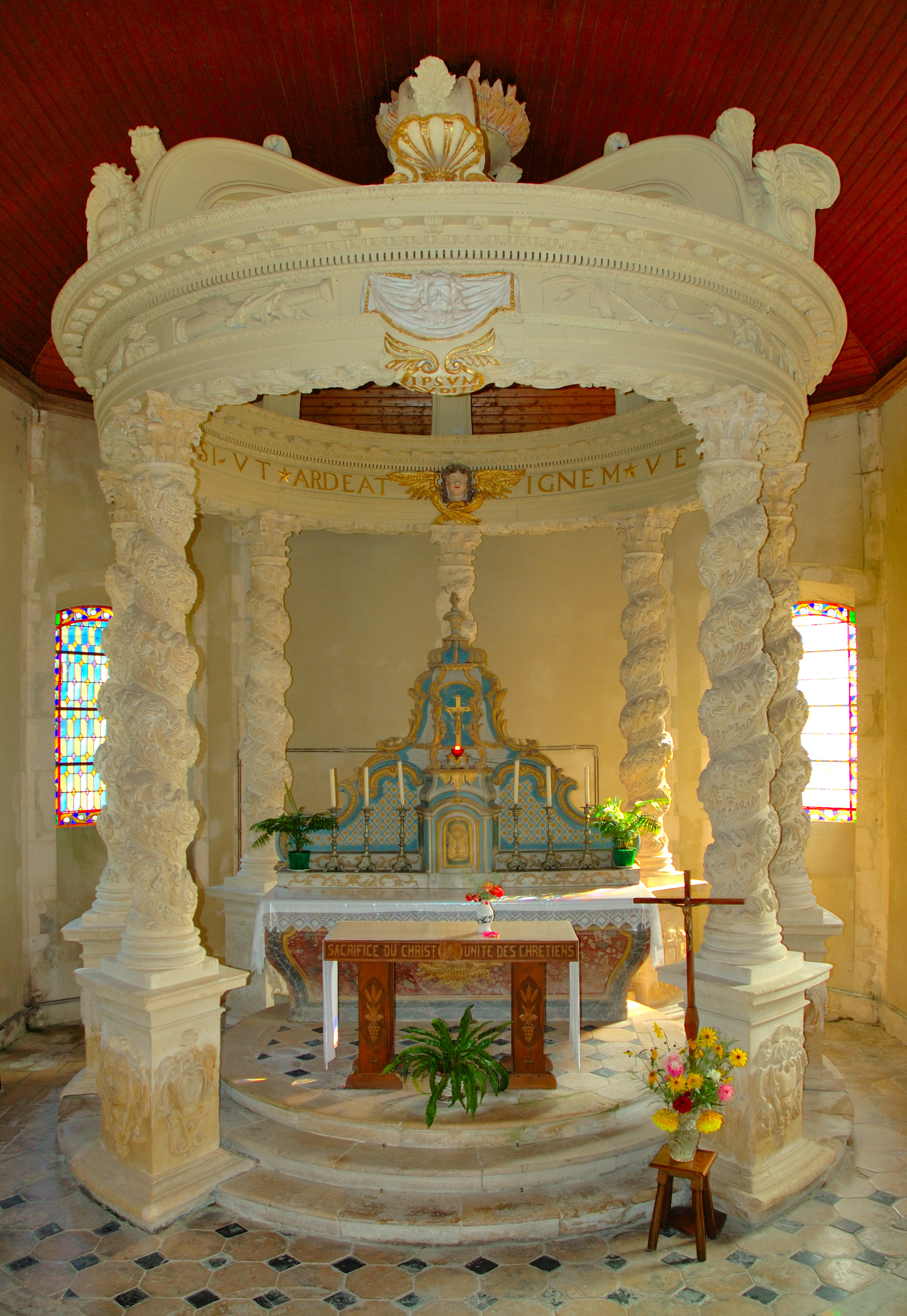
Le baldaquin.

- L'église Saint-Pierre-et-Saint-Paul fut reconstruite en 1759. Un baldaquin monumental (également du XVIIIe siècle) y surmonte le maître-autel. Il provient de l'ancienne abbaye du Val à Saint-Omer et est classé à titre d'objet aux Monuments historiques[36].
- Le manoir de Mathan (XVe ou XVIe siècle, transformé au XVIIIe)[37].

## Activité et manifestations
- Enduro moto de Pierrefitte-en-Cinglais, épreuve d'enduro moto se déroulant en général au mois d'avril, organisée par le Moto Club de Pierrefitte.
- Endurance moto de Pierrefitte-en-Cinglais, épreuve d'endurance moto se déroulant en général au mois de juillet, organisée par le Moto Club de Pierrefitte.

## Personnalités liées à la commune
- Maurice Larcher (1922 - 1944 à Pierrefitte-en-Cinglais) fut, pendant la Seconde Guerre mondiale, un agent secret mauricien du Special Operations Executive.